# Balkonultra
Balkonultra (* 1994 oder 1995 in Jena; eigentlich Niko Thoms) ist ein deutscher Partyschlagersänger.

## Leben
Niko Thoms stammt aus Thüringen. Als er 9 Jahre alt war, verstarb seine Mutter an Gebärmutterhalskrebs. Nachdem sich zunächst sein älterer Bruder versuchte, um ihn zu kümmern, kam er anschließend ins Heim. Im Anschluss machte er eine Lehre zum Altenpflegehelfer und zog nach Delitzsch in Sachsen.
Er gehört lose der Ultra-Bewegung an, ist aber eigentlich kein Stadiongänger. Unter dem Pseudonym Balkonultra lud er auf TikTok ab 2022 Fangesänge diverser Vereine hoch, die er vom Balkon seiner Wohnung aus singt. Bekannt wurde vor allem sein Gesang über Pyrotechnik, ein in der Ultra-Bewegung beliebtes, aber in den Stadien nicht erlaubtes Mittel, das in Form von Bengalos in den Stadien Verbreitung fand. In dem Song wiederholt er immer wieder die Textzeile „Pyrotechnik ist doch kein Verbrechen, wir werden dafür kämpfen und lassen Emotionen freien Lauf.“ Der Gesang wurde während der Fußball-Europameisterschaft 2024 auch in den Stadien populär. So war es beim Eröffnungsspiel der deutschen Elf gegen die schottische Nationalmannschaft zu hören und wurde auch beim 3:1-Sieg der Schweiz gegen Ungarn intoniert.
Kurz darauf folgte eine Neuaufnahme des Songs mit Gesang von den beiden Partyschlagersängern Ikke Hüftgold und Marc Eggers, der auch in der Ballermann-Szene populär wurde. Niko Thoms trat dementsprechend unter anderem gemeinsam mit Marc Eggers im Megapark auf. Das Lied erreichte Platz 52 der deutschen Charts.

## Privatleben
Niko Thoms hat eine Tochter und lebt mittlerweile in Gera.